# Borghese-Ares
De Borghese-Ares is een Romeins marmeren beeld van een naakte, gehelmde jongeman, waarschijnlijk de Griekse god Ares (de Romeinse god Mars). Sinds 1807 bevindt het zich in de collectie van het Louvre in Parijs. De naam wordt ook gebruikt om een type aan te duiden waarvan soms wordt aangenomen dat het teruggaat op een beeld van de Griekse beeldhouwer Alcamenes uit de vijfde eeuw voor Christus.

## Herkomst
Aan het begin van de zeventiende eeuw bevond het beeld zich in de collectie van de oudheidverzamelaar Tiberio Ceola. Kardinaal Scipione Borghese kocht het in 1607. Camillo Borghese moest het beeld in 1807 verkopen aan Napoleon. Sindsdien is de Borghese-Ares in het Louvre te zien.
Het huidige beeld is incompleet. Diverse delen zijn weer aan elkaar gelijmd en de wapens en het helmteken ontbreken. 

## Voorstelling
Het meer dan levensgrote standbeeld stelt een naakte jongeman voor, staand, met een helm op en een ring om zijn linkerenkel. Waarschijnlijk hield hij een schild en een speer in zijn linkerhand en een zwaard in zijn rechterhand. Het beeld neemt de door Polykleitos geïntroduceerde contrapposto over, maar met een variant: het linkerbeen dient als steun, geleund tegen een palmstam, terwijl het vrije been, in plaats van naar achteren gebogen te zijn zoals bij Polykleitos, aan de voorkant wordt gestrekt. Het hoofd is iets naar voren gekanteld, in een melancholische houding.
Er zijn sterke aanwijzingen dat het beeld de god Ares voorstelt. Volgens Adolf Furtwängler verwijst de ring naar de Homerische episode waarin Ares en Aphrodite verrast en gevangengezet worden door Hephaistos. Er is echter ook gesuggereerd dat de ring symbool staat voor de vrede en de god van de oorlog tegenhield.
De helm, waarvan het helmteken verloren is gegaan, is versierd met een windhond en griffioenen aan de zijkanten en twee rennende windhonden aan de voorkant. Deze relatief ongebruikelijke iconografie hoort bij een Romeinse paradehelm van de cavalerie. Onder de helm komen opvallend haarlokken en bakkebaarden tevoorschijn.

## Toeschrijving
Het beeld wordt gelinkt aan een passage uit de Beschrijving van Griekenland van Pausanias uit de tweede eeuw: “dicht bij het beeld van Demosthenes is een heiligdom van Ares waar twee beelden staan, een van Aphrodite, de andere van Ares, gemaakt door Alcamenes.'' Toch is het verre van zeker dat het beeld in het Louvre inderdaad een kopie van een Grieks origineel is. Omdat het type helm van de Borghese-Ares pas in de tweede eeuw voor Christus ontstaat, kan er geen sprake zijn van een een-op-een kopie (Alcamenes leefde in de vijfde eeuw voor Christus). De cultus en afbeeldingen van de god Ares waren zeldzaam in de Griekse oudheid. Mogelijk ligt een cultusbeeld uit de tijd van Augustus voor de tempel van Ares op de Agora van Athene aan de basis van de Borghese-Ares. De keizer liet zijn kleinzoon Gaius Caesar vereren als de nieuwe Ares, tot zijn dood in 4 na Christus. Pausanias'  beschrijving zou in dat geval op een vergissing berusten, wellicht omdat de cultus van de nieuwe Ares snel in de vergetelheid is geraakt.
Er zijn zeker 21 exemplaren van dit type bekend. Voorbeelden zijn de hoofden die in de Glyptothek München (inv. 212) en in de Centrale Montemartini (MC 795) bewaard worden. Het beeld werd soms gekoppeld aan een beeld van Venus om zo een portret van een keizerlijk koppel te maken dat de eenheid tussen oorlog en vrede symboliseerde. In het Louvre bevindt zich hier een bekend voorbeeld van.

## Afbeeldingen

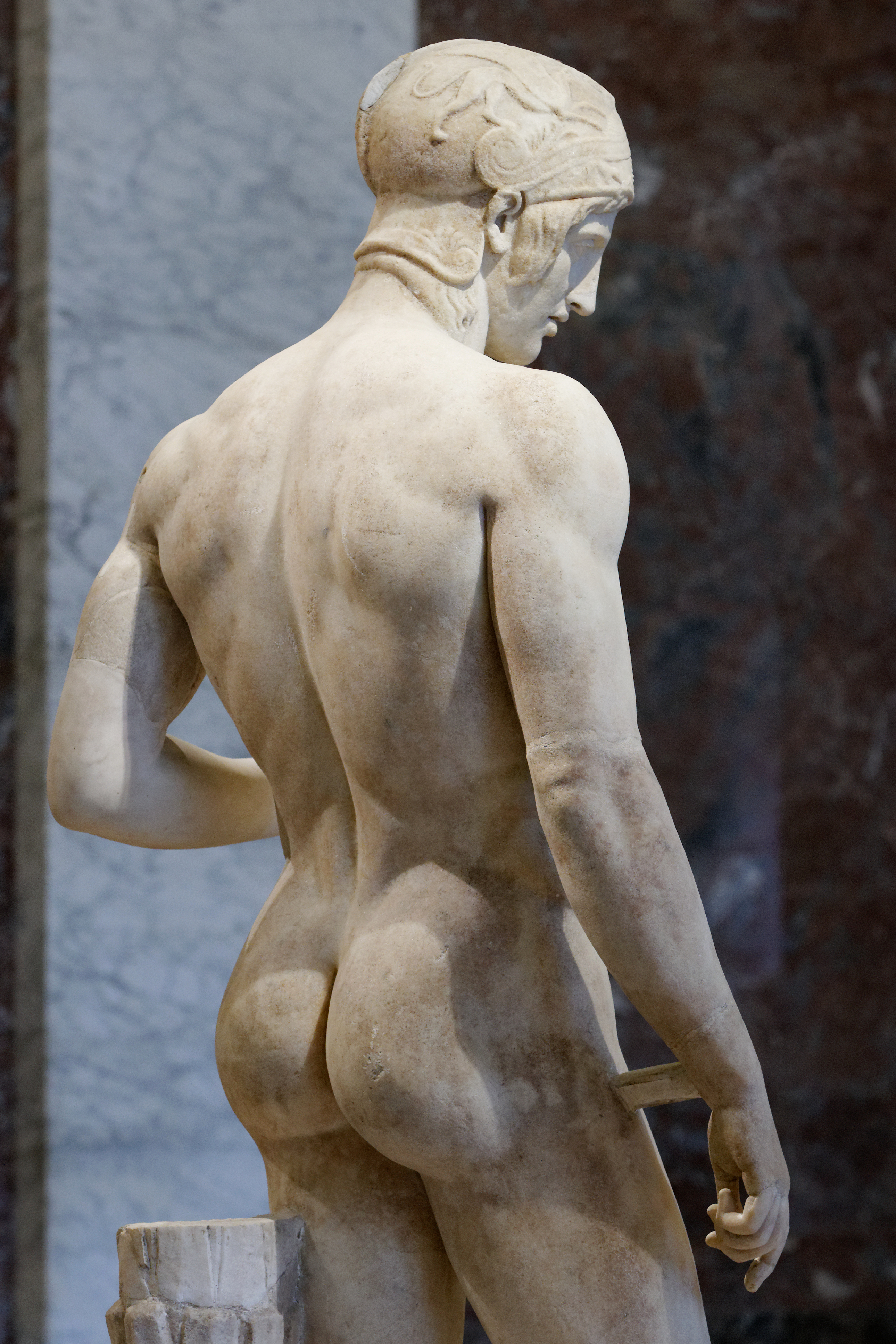
achterzijde
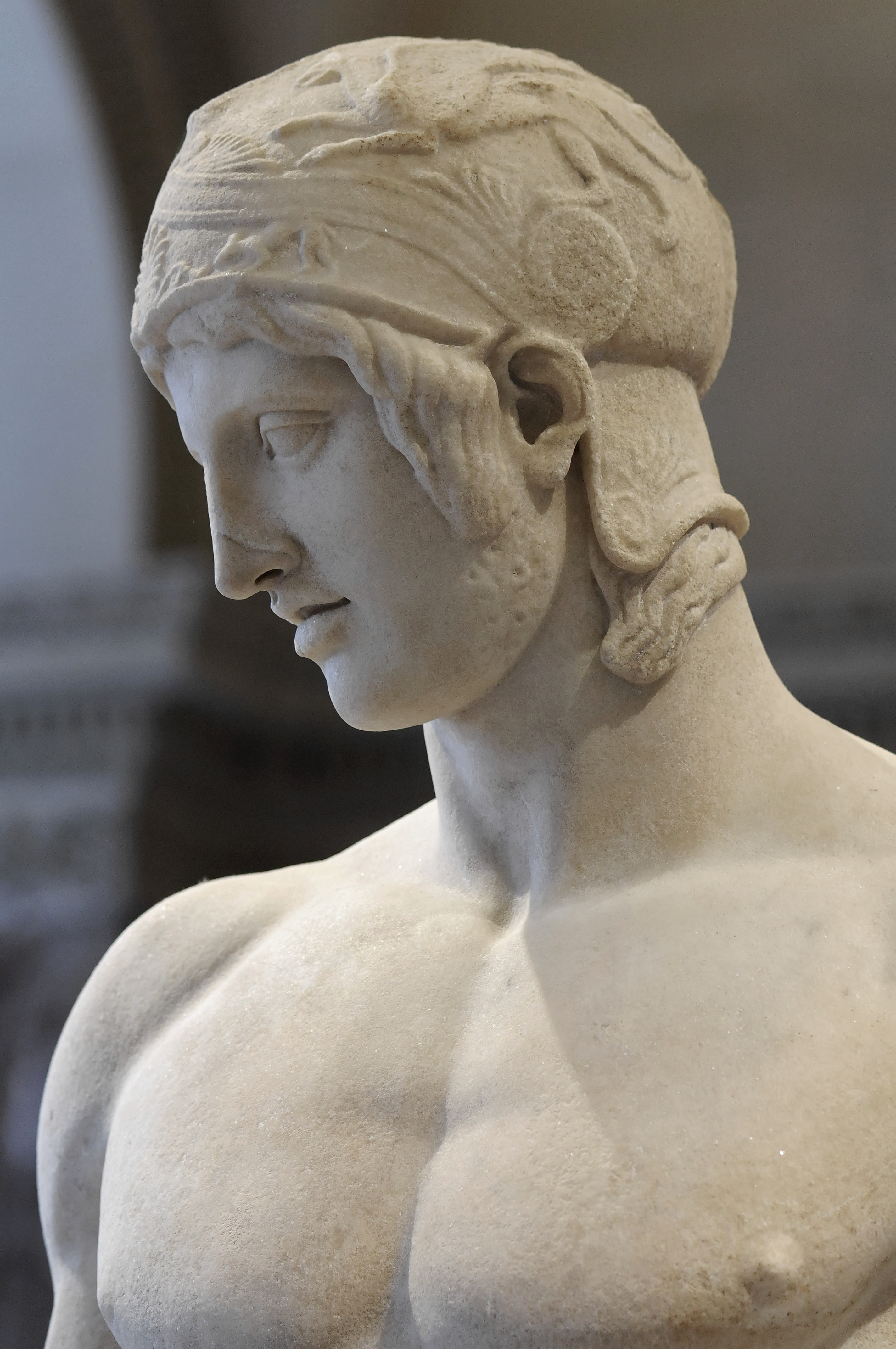
detail
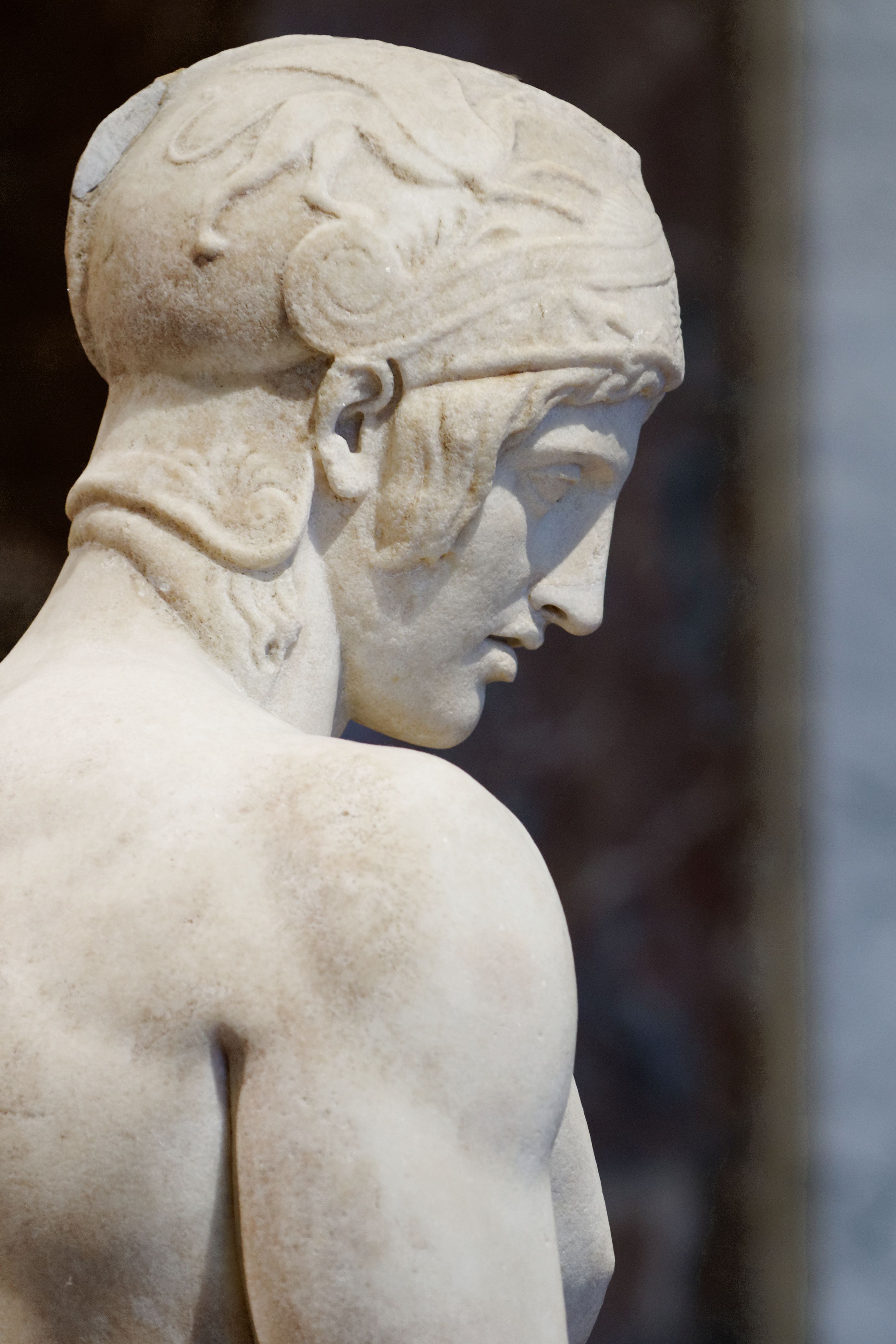
detail
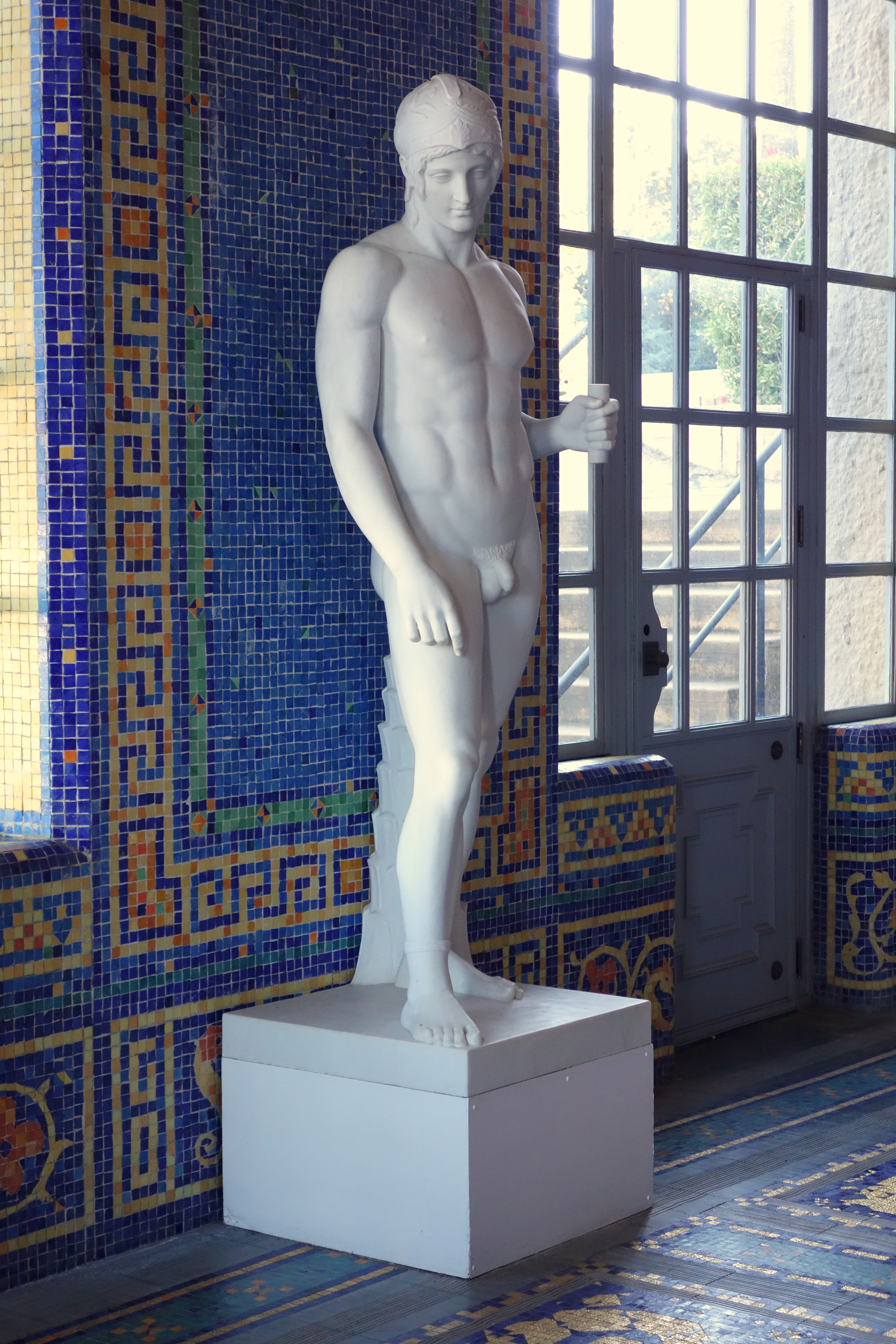
Moderne replica in Hearst Castle
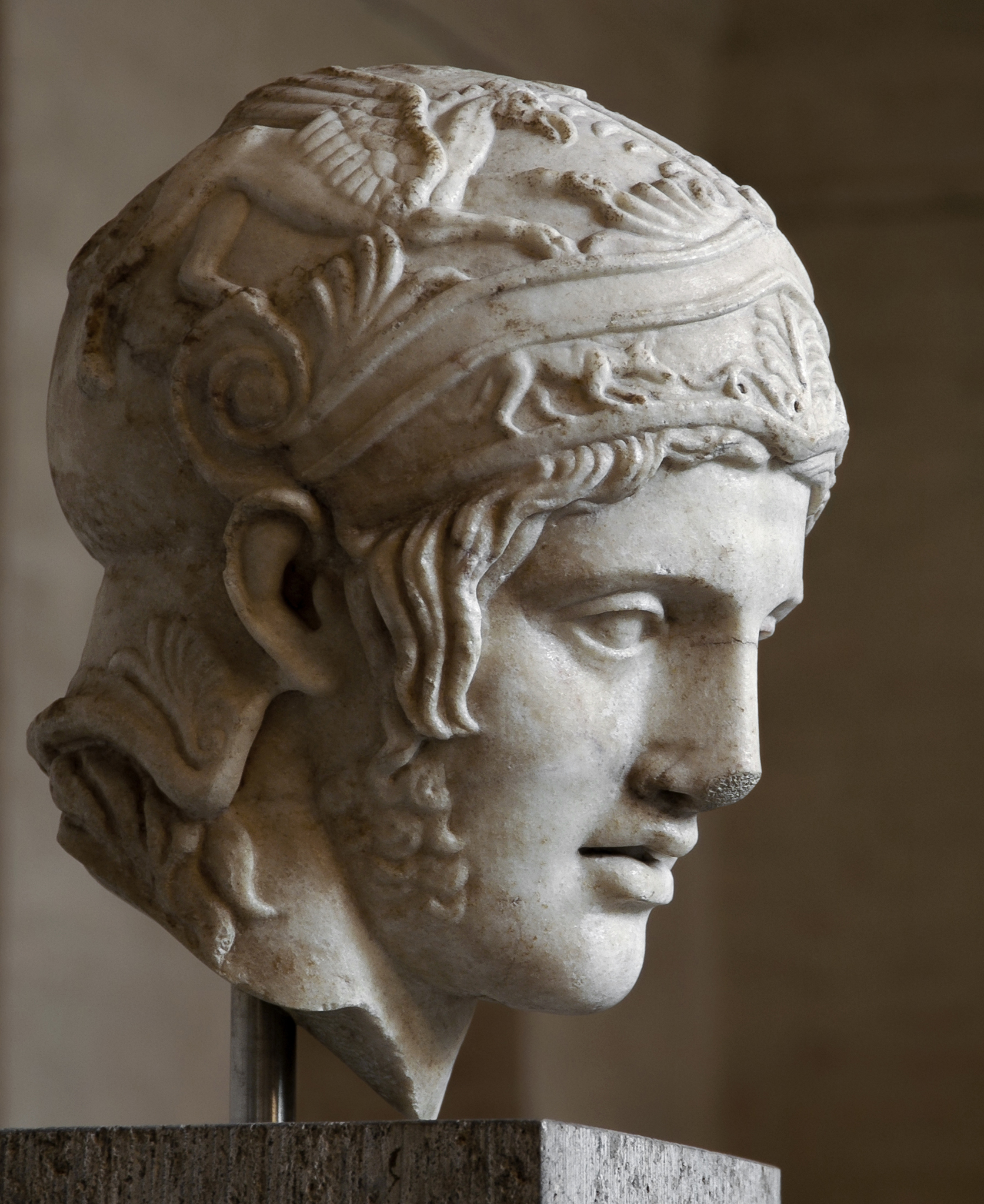
Hoofd van Ares in de Glyptothek München
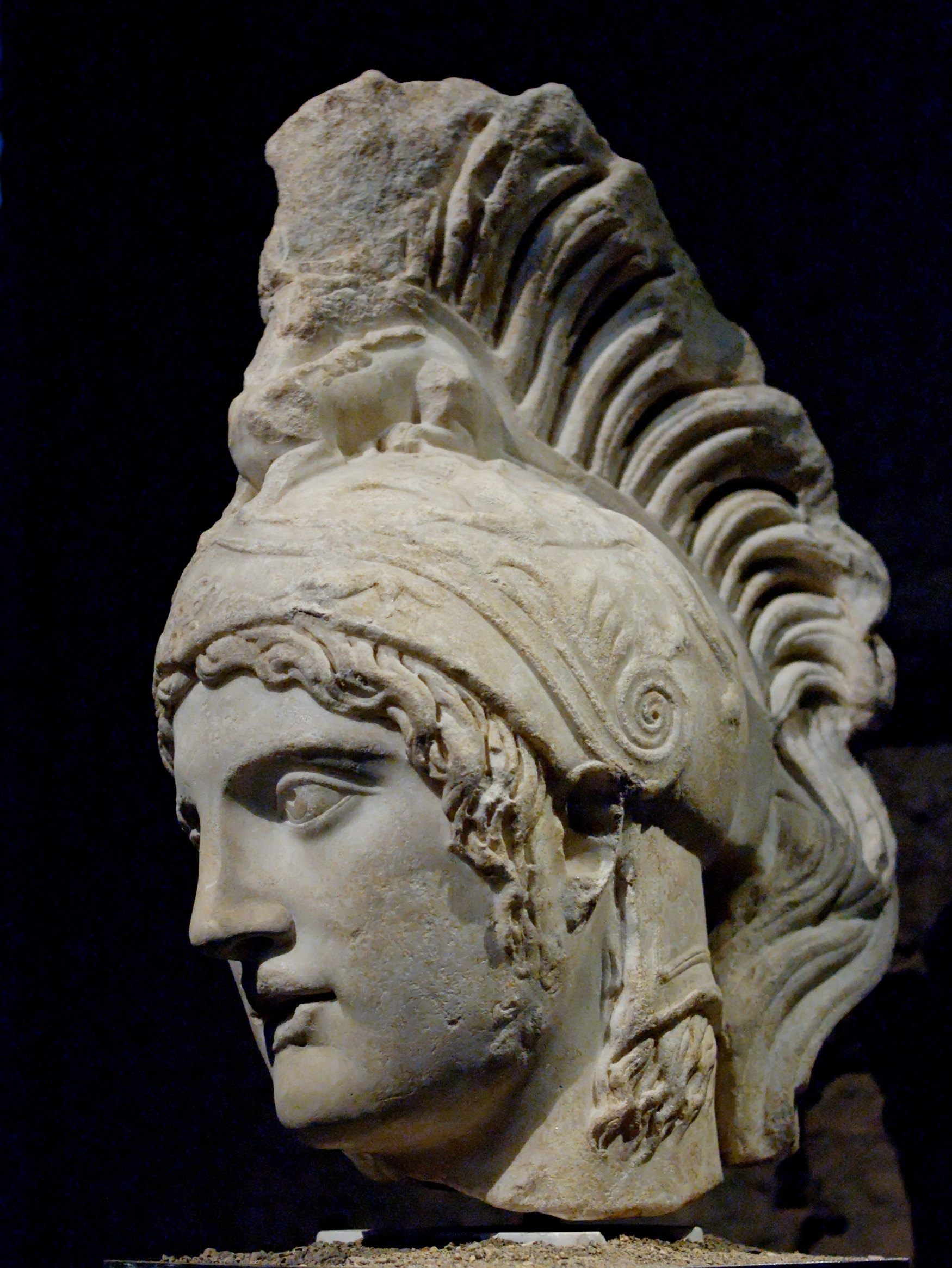
Hoofd van Ares in de Centrale Montemartini
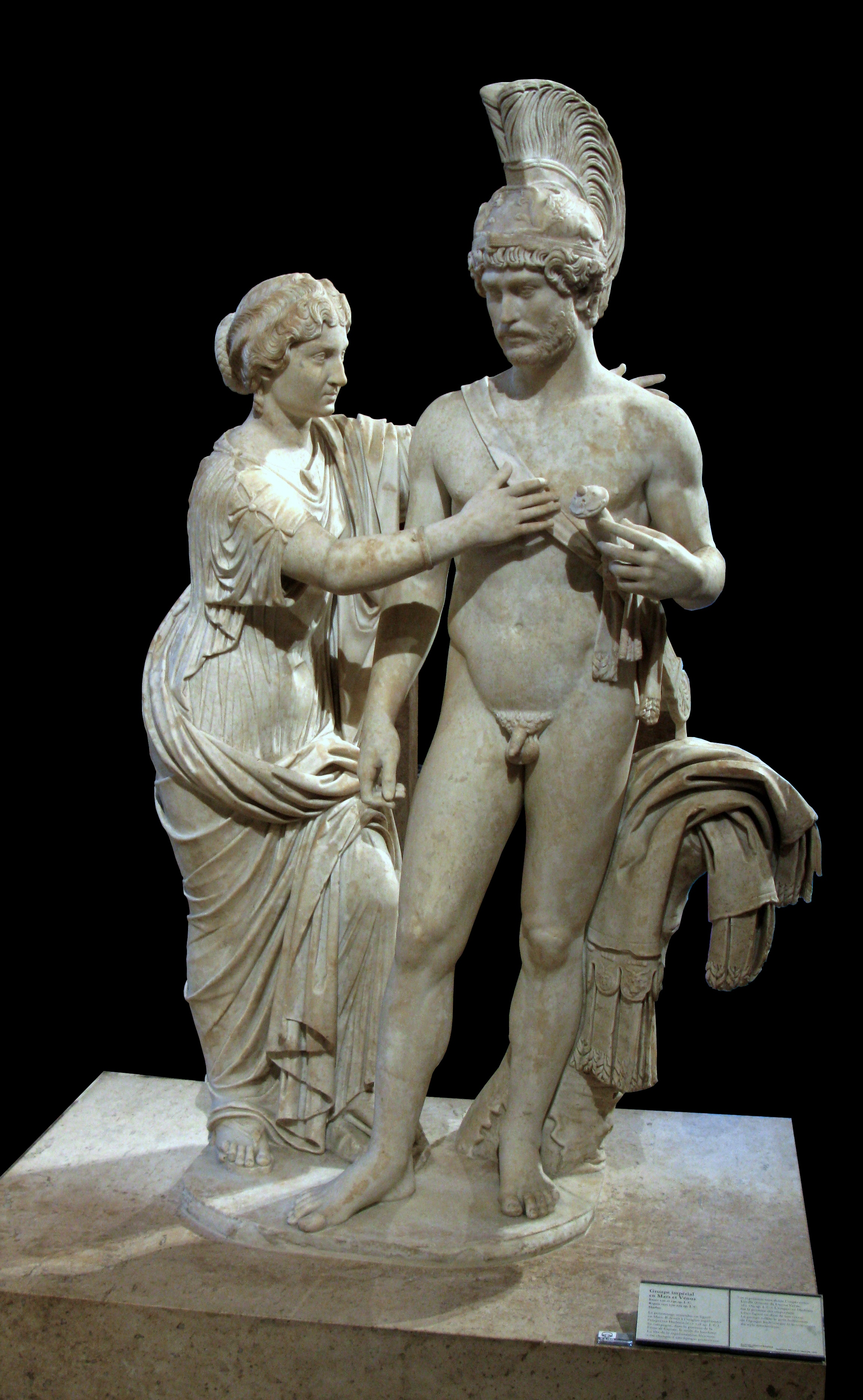
Beeldengroep van Mars en Venus